# Río Negro (afluente del Omaña)
El río Negro es un arroyo de la comarca de Omaña, en la provincia de León. Es afluente del río Omaña, que se funde con el río Luna para formar el río Órbigo. Pertenece, pues, a la cuenca de Duero.

## Geografía
Nace en el término de Rosales, en el lugar conocido como la fuente del Bidular. Atraviesa la Lomba de Campestedo, pasando por tierras de Folloso, Santibáñez, Campo y Castro. Desemboca en el Omaña en la localidad de Inicio. A lo largo de su recorrido recibe las aguas de varias fuentes y arroyuelos; su cauce aumenta temporalmente durante las lluvias y el deshielo primaveral. 
El cauce del río está rodeado de árboles, principalmente chopos. Las tierras de la ribera norte solían utilizarse para cultivos, como huertas o prados, aunque muchos se hallan abandonados desde finales del siglo XX. La ribera sur, a la sombra de los montes que bordean la Lomba, es terreno de montaña, poblado de robles. Las aguas del río se aprovechaban para impulsar molinos hidráulicos de rodezno para moler el grano; hoy en día los molinos están en desuso. También se encuentran truchas en sus aguas.